# Острів мертвих (симфонічна поема)

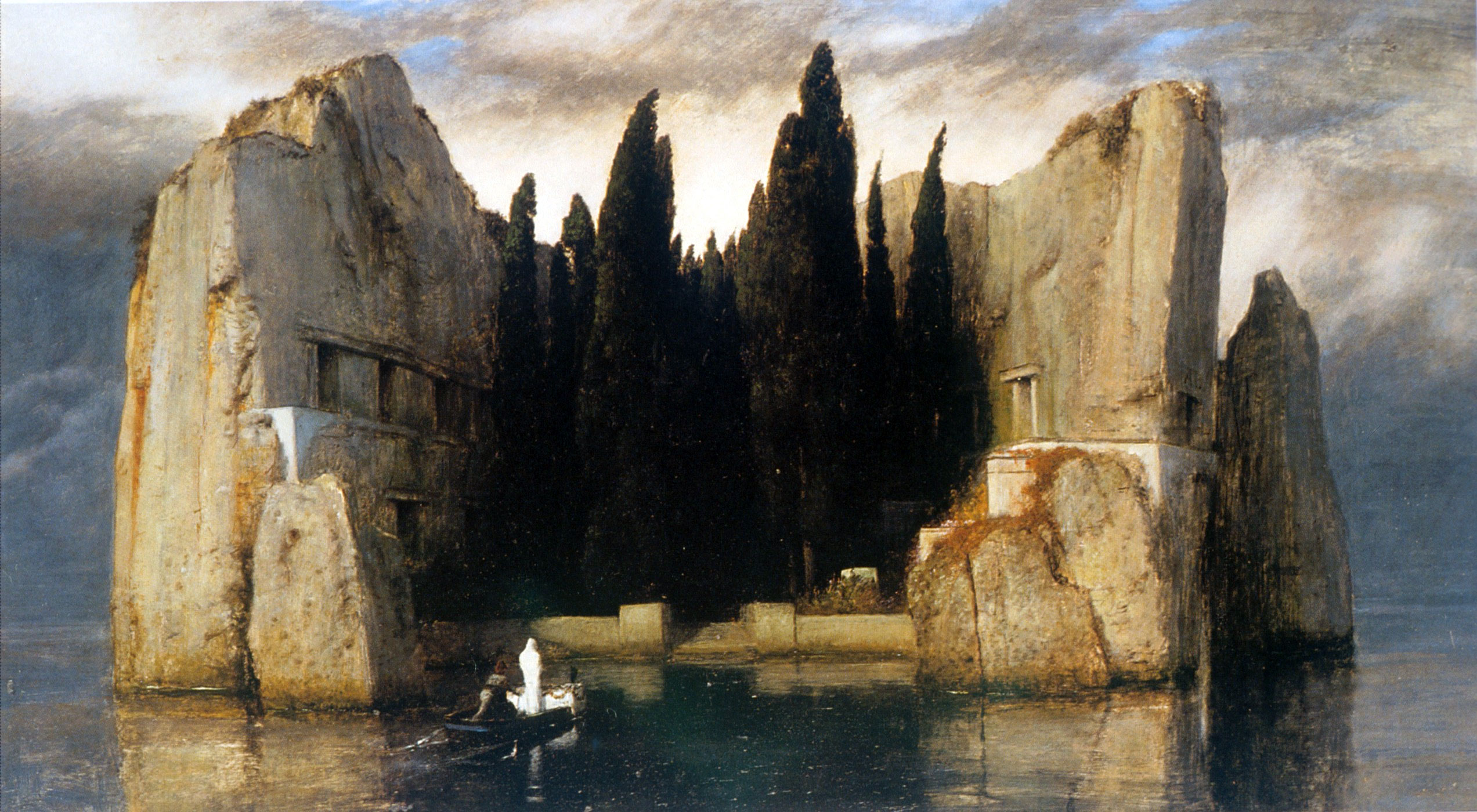
Картина А.Бекліна «Острів мертвих», 1886, Музей образотворчих мистецтв (Лейпциг)

«Острів мертвих» (рос. Остров мёртвых), ор.29 — симфонічна поема Сергія Рахманінова, написана в 1908–1909 роках у Дрездені. Твір присвячений Миколі Густавовичу Струве, другу Рахманінова, композитору та музичному діячеві.
Симфонічна поема з'явилася під враженням від чорно-білої репродукції однойменної картини швейцарського художника-символіста Арнольда Бекліна, що знаходиться в Лейпцизькій картинній галереї. Пізніше композитор згадував:
|  | Вперше я побачив у Дрездені лише копію чудової картини Бекліна. Масивна композиція і містичний сюжет цієї картини справили на мене велике враження, і воно визначило атмосферу поеми. Пізніше в Берліні я побачив оригінал картини. У фарбах вона не особливо схвилювала мене. Якщо б я спочатку побачив оригінал, то, можливо, не склав би свого «Острова мертвих». Картина мені більше подобається в чорно-білому вигляді. Оригінальний текст (рос.) Впервые я увидел в Дрездене только копию замечательной картины Бёклина. Массивная композиция и мистический сюжет этой картины произвели на меня большое впечатление, и оно определило атмосферу поэмы. Позднее в Берлине я увидел оригинал картины. В красках она не особенно взволновала меня. Если бы я сначала увидел оригинал, то, возможно, не сочинил бы моего «Острова мёртвых». Картина мне больше нравится в чёрно-белом виде. |

У творі використано відносно незвичний музичний розмір — п'ять восьмих [5/8]. Орієнтовна тривалість поеми становить 20-25 хвилин. Цей твір вважається класичним прикладом пізнього російського романтизму початку XX століття.
Прем'єра симфонічної поеми відбулася 18 квітня 1909 року в Москві в концерті Філармонічного товариства.